# Joan II Comnè
Joan II Comnè (grec medieval: Ίωάννης Κομνηνός, Ioannis Komninós; 13 de setembre del 1087 – 8 d'abril del 1143) fou emperador romà d'Orient entre el 1118 i el 1143. Dit igualment «Joan el Bell» o «Joan el Bo» (Καλοϊωάννης, Kaloioannis), era el primer fill mascle de l'emperador Aleix I Comnè i Irene Ducena, així com el segon emperador de la restauració de l'Imperi sota la dinastia dels Comnens. Joan era un monarca pietós, dedicat i decidit a revertir el declivi que havia patit el seu imperi des de la batalla de Mantziciert, mig segle abans.
Durant el seu regnat es van produir nombroses guerres amb armenis, seljúcides, petxenegs, búlgars, venecians i hongaresos, la majoria dedicades a conservar les fronteres de l'imperi. Va voler recuperar territoris sirians, però va entrar en conflicte amb les aspiracions dels nous estats croats. Decidit a ampliar la reconquesta de Terra Santa, assumint el paper de representant de la cristiandat, es va posar al capdavant de l'empresa, però malgrat el gran vigor amb què va emprendre la campanya va acabar decebut per les evasives i manca de suport dels altres caps croats. Va adquirir fama per la seva pietat i rectitud moral, unes qualitats rares de trobar en un monarca de la seva època. Va morir a causa d'un accident de cavall.

## Orígens familiars
Va néixer el 1088 i se li va posar el nom de Ιωάννης (Ioannis). Era baix, lleig i de complexió dèbil, al contrari que altres prínceps de la família, i per això se li va donar el renom de Kaloioannis com a burla o per les seva bellesa intel·lectual (Kaloioannis vol dir Joan el bell). Segons Guillem de Tir era de pell morena i per això un altre sobrenom que tenia era el moro.
Era fill d'Aleix I Comnè, a qui va succeir el 15 d'agost del 1118 després d'haver estat pressionat per fer hereu al seu gendre Nicèfor Brienni, casat amb Anna Comnena, afavorit per aquesta i per l'emperadriu Irene Ducena. Davant de la conspiració que es preparava en morir el pare, es va proclamar emperador i no va sortir de palau ni per anar a l'enterrament, i així Irene, Anna i Nicèfor no van poder apoderar-se de palau i proclamar Brienni. A Trebisonda, el governador, general Constantí Gabras, fill de Teodor Gabras, que havia estat dux de la ciutat independent del 1074 al 1094, es va proclamar emperador a la mort d'Aleix Comnè. Això va durar fins al 1140 quan Joan va mobilitzar les tropes cap a Chaldia durant la seva campanya contra els turcs danixmendites. Aquest desplegament de forces va ser suficient per desistir de la independència.

## Matrimoni i descendents
1 ∞ 1104, Prisca d'Hongria (reanomenada Irene), filla de Ladislau I d'Hongria i d'Adelaida de Rheinfelden. Era germana del rei Calomà i tia del rei Esteve I d'Hongria. Fills:
1. Aleix, coemperador del 1122 al 1142
2. Maria Comnena (bessona d'Aleix), casada amb Joan Roger Dalassè
3. Andrònic Comnè (mort el 1142)
4. Anna Comnena, casada amb Stephanos Kontostephanos
5. Isaac Comnè (mort el 1154)
6. Teodora Comnena, casada amb Manuel Anemas
7. Eudòxia Comnena, casada amb Teodor Vatatzes
8. Manuel I Comnè

## Regnat
Al començament va tenir una excel·lent relació amb el seu germà Isaac. Va ser prou estimat pels seus súbdits, en part perquè va gosar abolir la pena de mort. En el seu regnat es van produir nombroses guerres en general victorioses, però la cronologia encara no està prou ben determinada a causa de la confusió que presenten les fonts primàries (Nicetes Coniata i Joan Cinnamos).

### Invasors seljúcides, petxenegs i cumans
El 1119 va combatre els seljúcides a Frígia i els romans d'Orient van ocupar Denizli (Laodicea de Frígia). El 1120 l'exèrcit va progressar a Frígia a i Pamfília ocupant entre d'altres Sozòpolis i Hierakokorifitis. Immediatament després d'haver obtingut aquest domini a Anatòlia va haver de transferir els seus exèrcits a Europa perquè hi havia una invasió dels petxenegs o cumans, que van penetrar per la regió del Danubi cap a Tràcia (1121). El 1122 va derrotar els cumans en la batalla de Bèroe (Macedònia), i els invasors van retrocedir al seu lloc d'origen, encara que Joan va resultar ferit en una cama per una fletxa. Els presoners van rebre terres als districtes que havien devastat, a canvi de protegir aquestes zones de futurs atacs. També es va fer un atac a Ràscia on el župan Urosh, que tenia el suport d'Esteve II d'Hongria s'havia revoltat.
Venècia
Aquell mateix any Joan Comnè no va renovar els privilegis comercials als venecians i va esclatar la guerra. El 1123 Urosh fou derrotat i fet presoner, i va haver de signar la pau. El 1124 els venecians van atacar Rodes, Samos, Lesbos, Paros, Andros i algunes ciutats de la costa del Peloponès. El 1125 van atacar Cefalònia. Finalment el 1126 es va signar la pau amb Venècia i li foren retornats els privilegis comercials.
Hongria
Com que Joan Comnè es va casar el 1118 amb una princesa hongaresa, li va semblar adequat posicionar-se per un dels partits del conflicte successori en aquell regne. L'any 1132 va donar suport al pretendent hongarès Àlmos, germà d'Esteve II, que havia estat cegat pel rei hongarès i havia fugit a l'Imperi Romà d'Orient. Geza I fou aixecat com a pretendent pels romans d'Orient, mentre que els alemanys donaven suport a un altre aspirant, Salomó. Esteve va envair l'Imperi Romà d'Orient el 1128 i va ocupar Branizova i Belgrad, arribant fins a Sofia però a la tardor els romans d'Orient van contraatacar dirigits per Andrònic Comnè, germà de Joan II, i pel mateix Joan II, i van derrotar els hongaresos a Francocorium (Cràmos), a prop de Sírmium, i el país entre el Save i el Danubi fou ocupat, especialment la fortalesa del clan Zeugmino. Esteve II va signar la pau i va reconèixer com a hereu Bela I el Cec fill d'Àlmos el cec.
Imperi Seljúcida
Ocupat a Europa entre 1122 i 1128, Joan no va poder intervenir eficaçment a Àsia Menor. Aquest lapse de temps va ser aprofitat pels danixmendites dirigits per l'emir turc Amir Ghazi. L'emir es va apoderar d'Ankara, Gangra i Castamó, que eren possessions romanes d'Orient i el 1130 va derrotar l'exèrcit de Bohemon II d'Antioquia. El 1125, el soldà seljúcida Messud I, en lluita amb el seu germà Màlik-Xah, va cercar refugi a Constantinoble, abans de recuperar el seu tron el 1129 amb l'ajut d'Amir Ghazi, el seu sogre. Llavors va ser Malik Àrab qui es va refugiar amb els romans d'Orient.
Igual com havia fet el seu pare, va aprofitar les desavinences entre els dirigents seljúcides per acabar de debilitar-los. En 1126 Arab ibn Kilidj Arslan I, que s'havia establert a Ankara i Castamó, va dirigir-se a prendre Konya al seu germà Messud, i aquest es va aliar amb l'emperador. Junts el van derrotar i Arab es va refugiar a Cilícia que acabaren en mans d'Amir Ghazi el 1132. Messud va avançar llavors per Anatòlia occidental.
Entre 1130 i 1135 Joan va dur a terme cinc campanyes contra Amir Ghazi. El 1132 es va apoderar de Castamó i el 1133 va acollir al príncep romà d'Orient Isaac Comnè revoltat contra el seu germà. L'atac romà d'Orient a Gangra el 1133 fou rebutjat i els turcmans van recuperar llavors Castamó. El 1134 els romans d'Orient van ocupar breument Gangra però en foren expulsats. El 1133, al seu retorn a la capital va ser homenatjat amb un triomf però l'any següent, la mort de l'emperadriu el va fer retirar-se. Uns mesos després moria Amir Ghazi, el 1135 Joan lliurava la darrera batalla a Gangra i aconseguia recuperar tot el territori.
La revolta del germà
El 1133 va córrer el rumor que el seu germà Isaac conspirava contra ell i va fugir a territori de l'emir turc danixmendita de Sivas. Mentre era a l'exili va aprofitar per fer pelegrinatge a Terra Santa. Mentre vivia entre els turcs va cercar aliances contra Joan. La conjura va fallar i el 1136 va intentar reconciliar-se amb Joan. El 1139, el fill gran d'Isaac es va unir als turcs i llavors l'emperador va decidir, com a precaució, exiliar Aleix i la seva família a Heraclea Pòntica.
Política religiosa
La seva política religiosa va consistir a mantenir-se al marge i deixar que aquests assumptes fossin debatuts pels patriarques i bisbes. Va propiciar algunes trobades de teòlegs perquè miressin de llimar diferències entre l'Església catòlica i la grega.
El 1134 fou proclamat patriarca Lleó Estipes en el lloc de Joan IX. Un consell de bisbes va investigar els escrits d'un monjo, ja mort, anomenat Constantí Chrysomallos, i el patriarca Lleó va ordenar cremar-los perquè la comissió va trobar que incorporaven elements de la doctrina de Bogomil.
L'emperador Joan i la seva esposa van promoure la construcció d'esglésies i monestirs: el de Crist Pantocràtor (actual mesquita Zeyrek) va ser un exemple arquitectònic a la seva època que va incloure un hospital de cinc sales obert a pacients de qualsevol classe social, on treballaven metges laics. Aquest monestir també va servir de sepulcre per membres de la dinastia dels Comnens.
Un dels pocs membres de la família imperial que es van veure afavorits pel parentiu va ser el seu cosí Adrià Comnè (fill del seu oncle el sebastocràtor Isaac). Adrià es va fer monjo i un temps després Joan li va demanar que l'acompanyés en les campanyes militars del 1138. Més endavant el va nomenar arquebisbe de Bulgària.
Itàlia
El 1137 el govern comunal d'Ancona a Itàlia va demanar el protectorat romà d'Orient, que no es va dur a terme directament. Joan Comnè, en canvi, va cercar aliança amb l'emperador Lotari II del Sacre Imperi Romanogermànic, al qual va donar finançament econòmic per frenar conjuntament l'amenaça expansionista dels normands establerts al sud. El papa Innocenci II estava de la seva banda, mentre que Roger II de Sicília feia costat a l'antipapa Anaclet II.L'aliança entre els dos imperis es va concretar també en un matrimoni quan el successor de Lotari, Conrad III d'Alemanya va cercar espòs per la seva cunyada Berta de Sulzbach i el fill de Joan, Manuel. També Roger va cercar aliança matrimonial entre el seu fill i alguna de les filles de Joan, però l'emperador romà d'Orient tenia clar amb qui li convenia fer aliança i amb qui no i l'aliança matrimonial fou denegada. Tot i que Lotari ja havia recuperat Bari (Pulla), va haver de recuperar la campanya perquè altres assumptes el reclamaven a Alemanya. El 27 de juliol del 1139, el papa Inocenci es va donar per vençut i va emetre una butlla reconeixent definitivament a Roger II amb els títols de rei de Sicília, duc d'Apúlia i príncep de Càpua.
Síria, Armènia i els territoris dels croats
El 1129 els romans d'Orient van perdre Mopsuèstia davant el rei Lleó I d'Armènia Menor. El 1132 els armenis van ocupar Tars i Adana als romans d'Orient i croats. L'atac romà d'Orient a Gangra, ja recuperada pels musulmans, fou rebutjat. En canvi, els danixmendites el 1133 van recuperar Castamó, que encara conservaven els romans d'Orient. En aquest mateix any es va fer una ofensiva contra el Regne d'Armènia Menor i foren ocupades Tars, Mamistra i Adana a la primavera, però foren rebutjats davant Anazarbe.
A partir del 1137, Joan va estar en situació d'intervenir a Síria. Els turcs d'Anatòlia estaven provisionalment neutralitzats i Roger II de Sicília, ocupat per la invasió dels seus estats per Lotari III. Així doncs, a la primavera del 1137, va preparar a Antalya un gran exèrcit acompanyat pels seus fills: Aleix, Andrònic i Manuel. El seu objectiu prioritari era Antioquia que, segons el tractat de Devol era territori romà d'Orient. Va marxar cap a Cilícia, que estava sota control armeni. La zona fou sotmesa i també les illes de la mar de Caralis (segurament el golf d'Antàlia). Aleix Comnè, el fill hereu, va agafar la malària i va morir a la zona. El seu germà Andrònic, que portava el cadàver a Constantinoble, va morir del mateix pel camí.
El rei Lleó I d'Armènia Menor fou fet presoner. Els seus dominis, on el seu fill Teodor es va sostenir en part, foren annexionats i declarats la província romana d'Orient d'Armènia. L'atac es va estendre cap a Antioquia que es va haver de declarar feudatària de l'Imperi Romà d'Orient i Lleó va viure uns anys com a ostatge a Constantinoble on va morir el 1142. Ramon de Poitiers, que era príncep d'Antioquia pel seu matrimoni, igual com havia fet el seu antecessor va retre homenatge a Joan reconeixent-se com a vassall i, a través de l'arbitratge del rei de Jerusalem Folc V d'Anjou, es va arribar a un acord: es va planejar una operació conjunta de conquesta d'Alep després de la qual Antioquia tornaria llavors a ser romana d'Orient, i Ramon de Poitiers seria príncep d'Alep. Les operacions s'iniciaren al començament del 1138 i Ramon de Poitiers i el comte d'Edessa Joscelí II acompanyaren l'exèrcit imperial. Bizâ'a fou conquerida el 7 d'abril del 1138 i donada al comte d'Edessa. Però aquest setge els va fer perdre l'efecte de sorpresa, i l'exèrcit va fracassar en el setge de Shaizar. Ramon de Poitiers i Joscelí II no foren molt cooperatius amb els romans d'Orient, ja que la presa d'Alep significà per a Ramon la pèrdua d'Antioquia, i van retardar l'operació de conquesta, abandonada. L'exèrcit franco-romà d'Orient es va replegar cap a Antioquia, on Joan Comnè exigí el lliurament de la ciutadella, però Joscelí va provocar aldarulls que obligaren els romans d'Orient a sortir de la ciutat. Joan no va tenir més remei que sortir de Síria amb les seves ambicions realitzades només en part.

## Mort i successió
El 1142 va dirigir una expedició a Síria contra els atabeks que havien conquerit Alep, però no va obtenir cap èxit ressonant. El 1143 va reunir a Anazarbe un exèrcit amb el qual planificava incorporar Antioquia, Alep i Jerusalem, i va al·legar que anava de peregrinació a Jerusalem, però el rei Folc no li va proporcionar una escorta suficient i Joan va decidir deixar el viatge per a després de passat l'hivern.
Un dia, mentre estava de cacera a un bosc proper al riu Piramos, va ser ferit accidentalment per una fletxa i la ferida li va causar gangrena, malaltia de la qual va morir el 8 d'abril del 1143. Encara que l'hereu havia de ser el tercer fill, Isaac, va designar com a hereu el quart, Manuel.